# Kaleköy (Demre)

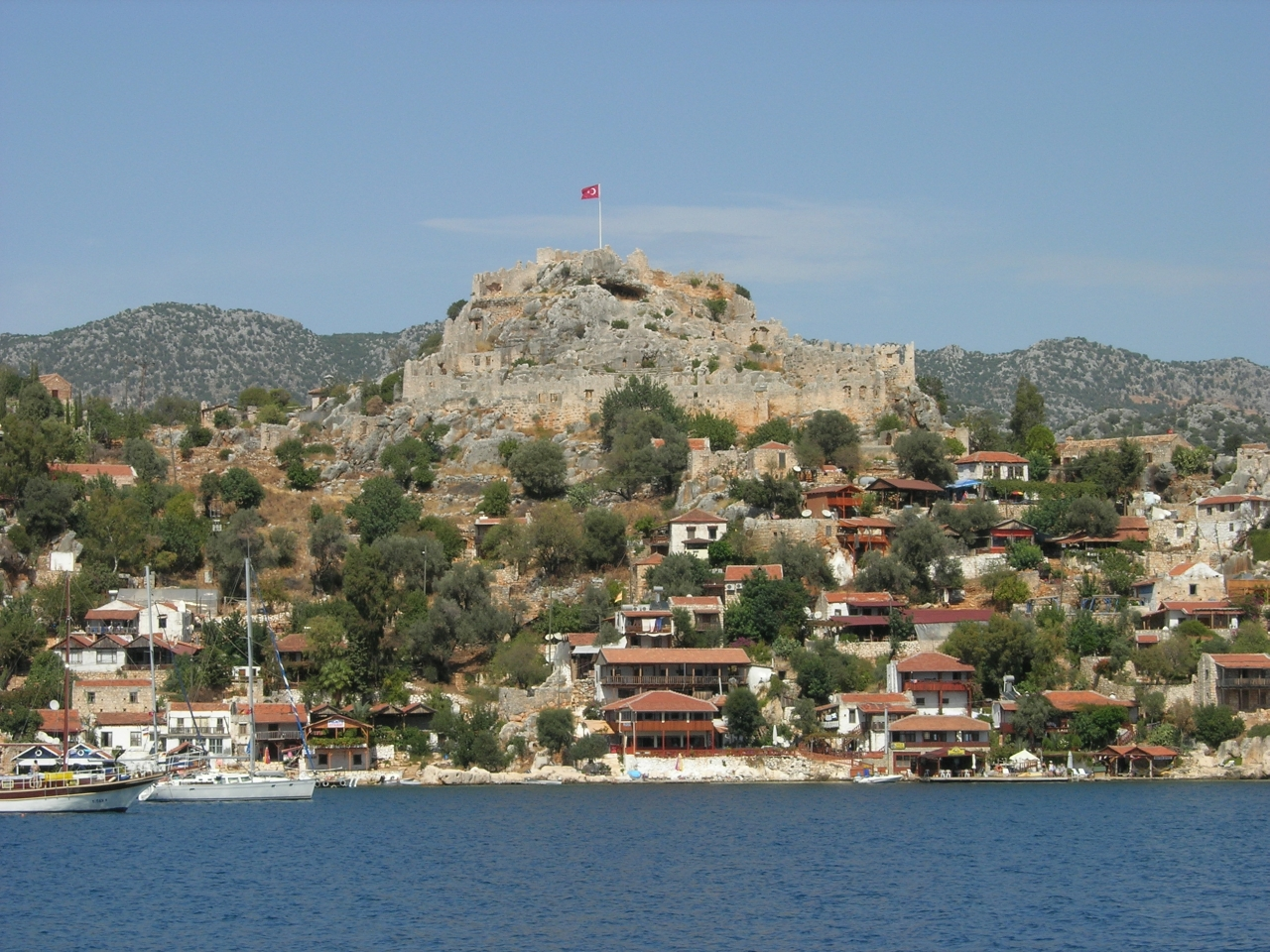
Kaleköy, l'antica Simena

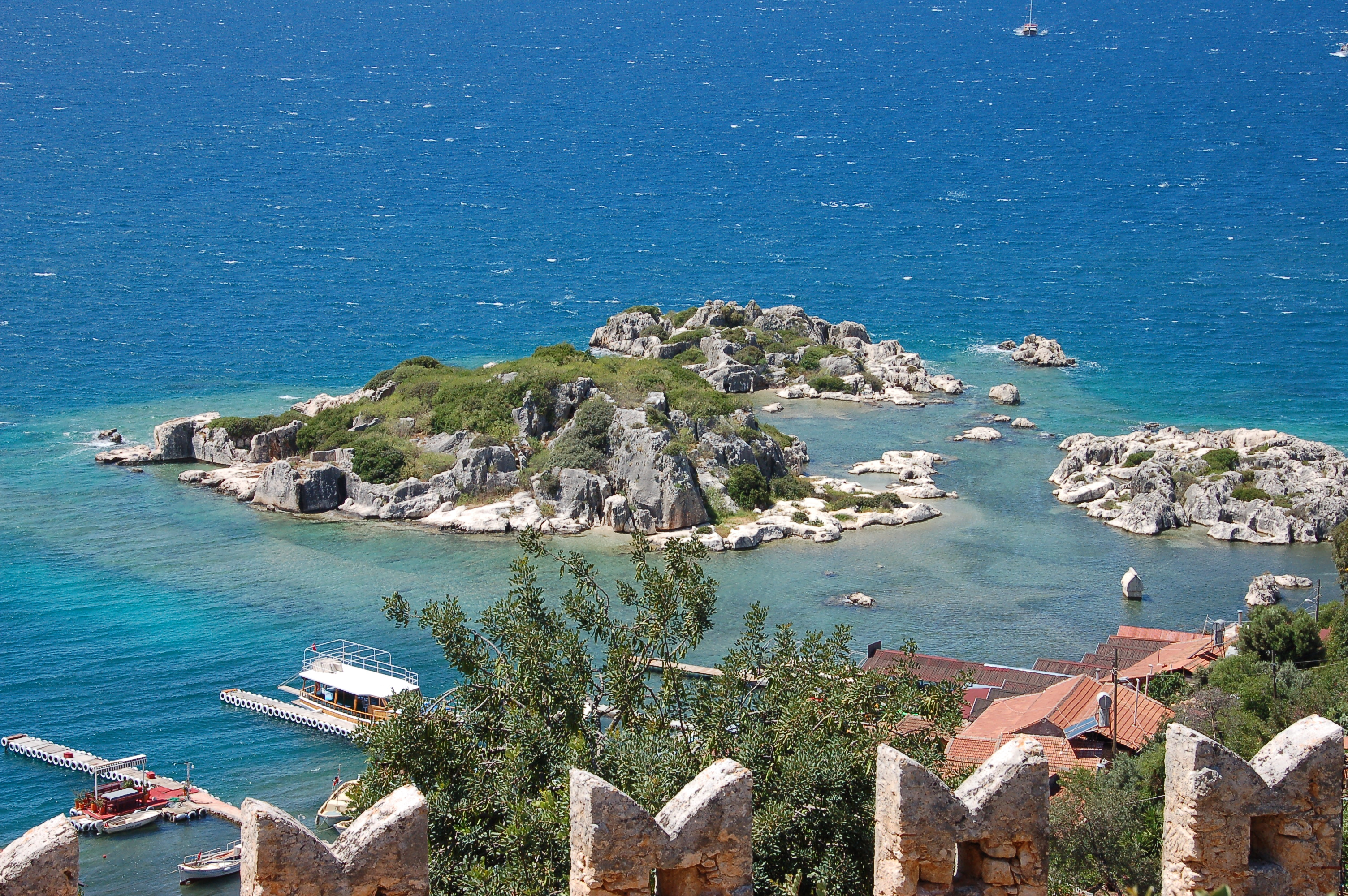
Parti della città sommersa con il sarcofago in acqua viste dal castello

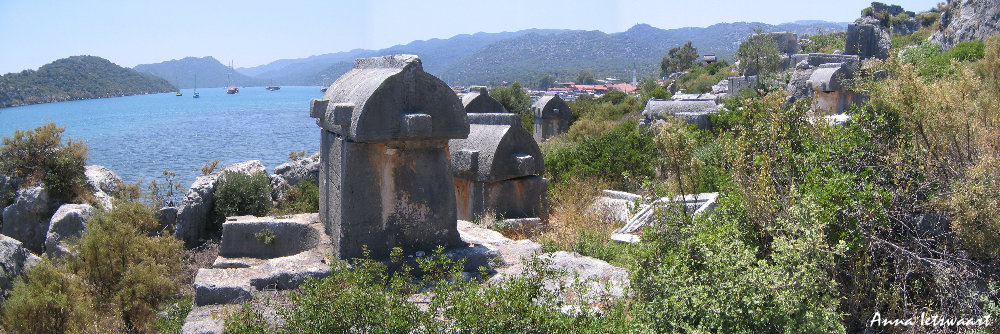
La necropoli licia di Simena

Kaleköy (in turco "villaggio del castello") è un piccolo villaggio nel distretto di Demre della provincia turca di Adalia, costruito sui resti dell'antica città di Simena. Il villaggio si trova sulla costa del mar di Levante tra Kaş e Demre, direttamente di fronte all'isola di Kekova, e ancora oggi è accessibile solo a piedi o in barca.
Alcune iscrizioni tombali e monete ritrovate indicano che il luogo esisteva già nel IV secolo a.C.. Nell'antichità Simena apparteneva con Aperle, Apollonia e Isinda a una Sympoliteia che era a sua volta membro della Lega Licia, ma non acquisì mai maggiore importanza. Solo alcune rovine antiche sono conservate. I resti dei bagni termali di Tito sono oggi sommersi. Anche la necropoli con sarcofagi prevalentemente di età romana ma in stile licio è parzialmente sommersa. Un singolo sarcofago emerge pittorescamente dall'acqua, e attorno a esso si trovano le tracce sommerse di cammini. Più in alto, un piccolo teatro licio è ricavato nella roccia. Sette file di posti offrivano spazio a circa 300 persone.
Sopra il paese sorge un castello medievale crociato. Esso fu costruito su fondamenta antiche dall'ordine cavalleresco dei Cavalieri di San Giovanni, che regnò fino al 1522 a Rodi. Le mura del castello con i loro merli a coda di rondine sono ben conservate.
L'odierna Kaleköy si trova sul percorso di trekking della Via Licia. Dal vicino piccolo porto di Üçağız un sentiero conduce attraverso un terreno piuttosto accidentato fino al villaggio. La maggior parte dei visitatori arriva a Kaleköy in barca. Gite in barca giornaliere sono disponibili da Üçağız, Kaş, Demre e Andriake.